# Hed PE (álbum)
(həd)pe es el álbum debut por estadounidense punk rock banda (həd) p.e.. Fue lanzado el 12 de agosto de 1997 por Jive Records, y ha vendido más de 100 000 copias.

## Estilo de música
Muchas de las canciones de este álbum fueron regrabadas por la EP debut de la banda, la Iglesia de las realidades; el estilo musical del álbum es una fusión de punk melódico y el hip hop También incluye elementos de funk, el jazz y el metal.

## Listado de canciones
| N.º | Título                    | Escritor(es)                           | Duración |  |
| 1.  | «P.O.S.»                  | Geer/Shaine                            | 3:13     |  |
| 2.  | «Ground»                  | Geer/Shaine                            | 2:32     |  |
| 3.  | «Serpent Boy»             | Geer/Shaine                            | 5:50     |  |
| 4.  | «Firsty»                  | Geer/Shaine                            | 2:32     |  |
| 5.  | «Tired of Sleep (T.O.S.)» | Geer/Shaine                            | 3:51     |  |
| 6.  | «Darky»                   | Geer/Shaine/Benekos                    | 5:22     |  |
| 7.  | «Schpamb»                 | Geer/Shaine                            | 3:05     |  |
| 8.  | «Ken 2012»                | Geer/Shaine/Vaught/Benekos/Boyce/Young | 5:08     |  |
| 9.  | «Circus»                  | Geer/Shaine                            | 2:06     |  |
| 10. | «33»                      | Geer/Shaine/Vaught                     | 4:06     |  |
| 11. | «Hill»                    | Geer/Shaine/Vaught/Young               | 4:04     |  |
| 12. | «IFO»                     | Geer/Shaine/Vaught/Benekos/Boyce/Young | 4:56     |  |
| 13. | «Bitches»                 | Geer/Shaine                            | 11:57    |  |

## Personal
- M.C.U.D - voz principal
- Mawk - bajo
- Wesstyle - guitarras
- Chizad - guitarras, voces
- B.C. - Batería y percusión
- DJ Product ©1969 - tocadiscos

- Datos: Q629565